# Rompehielos Lenin
El rompehielos Lenin fue el primer buque de superficie propulsado por energía nuclear del mundo. Estaba catalogado como un rompehielos polar y poseía una cubierta de vuelo para helicópteros a popa. Fue comisionado en 1959 y dado de baja en 1989.

## Historia
Terminado en 1957, el Lenin estaba alimentado por dos reactores nucleares y cuatro turbinas de vapor. Las cuatro turbinas Kirov movían generadores correspondientes conectados a tres sistemas de motores eléctricos y al eje de engranajes. Los motores eléctricos ponían en movimiento tres hélices propulsoras (situadas dos a los lados y una en el medio). También tenía dos estaciones de energía eléctrica auxiliares autónomas.
En el transcurso del invierno de 1966-1967 el Lenin sufrió un accidente con uno de sus reactores, cuyos detalles no han sido declarados de forma fiable.
El Lenin fue dado de baja en 1989 debido a que su casco se mostraba gastado por la fricción con el hielo y desde entonces se encuentra anclado en Atomflot, una base para rompehielos nucleares situada en Múrmansk.
Después de ciertos retoques en su interior, especialistas de Rosatom transformaron el buque en un barco museo en 2005.